# Episodi di Il commissario Köster (quarantatreesima stagione)
La quarantatreesima stagione della serie televisiva Il commissario Köster è stata trasmessa in prima visione negli Germania da ZDF dal 5 aprile 2019.
In Italia,  i primi due episodi della stagione è trasmessa in prima visione assoluta su Rai 2 dal 22 agosto 2021 al 25 settembre 2022.
| n. | Titolo originale        | Titolo italiano       | Prima TV Germania | Prima TV Italia   |
| -- | ----------------------- | --------------------- | ----------------- | ----------------- |
| 1  | Schuld und Sühne        | Colpa ed espiazione   | 5 aprile 2019     | 22 agosto 2021    |
| 2  | Schmutzige Wäsche       | Sensi di colpa        | 12 aprile 2019    | 16 ottobre 2021   |
| 3  | Gerechtigkeit           | Giustizia             | 19 aprile 2019    | 26 marzo 2022     |
| 4  | Pias Geheimnis          | Il segreto di Pia     | 26 aprile 2019    | 9 aprile 2022     |
| 5  | Amalia                  | Amalia                | 3 maggio 2019     | 23 aprile 2022    |
| 6  | Bild des Todes          | Il quadro della morte | 10 maggio 2019    | 30 aprile 2022    |
| 7  | Das perfekte Opfer      | La vittima perfetta   | 17 maggio 2019    | 4 giugno 2022     |
| 8  | Vergiftete Freundschaft | Amicizia avvelenata   | 24 maggio 2019    | 11 settembre 2022 |
| 9  | Knock-out               | Knockout              | 31 maggio 2019    | 25 settembre 2022 |